# Оранієнбаум II
Оранієнбаум II — залізнична станція в межах міста Ломоносов на лініях Санкт-Петербург-Балтійський — Каліщі. З п'яти колій станції дві прямують до острівної пасажирської платформи, а решта використовуються для переміщення товарних вантажів, що надходять в Порт Ломоносов та Ленінградську область.

## Фото

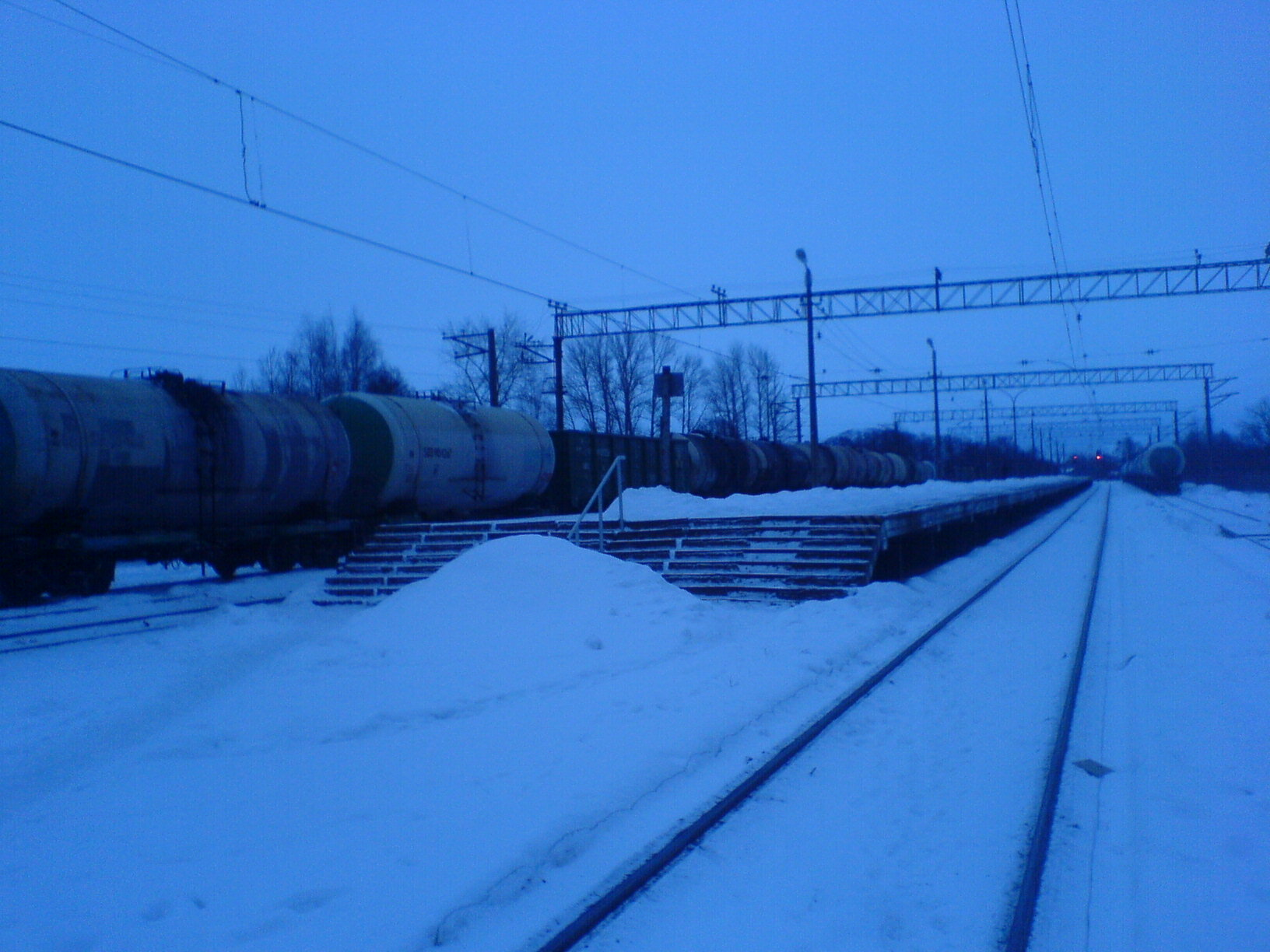
Станція Оранієнбаум II. Вид в бік ст. Оранієнбаум I.